# 스티븐 질런홀
스티븐 질런홀(Stephen Gyllenhaal, 1949년 10월 4일 ~ )은 미국의 영화 감독이다.